# Brownmillerit
Brownmillerit (IMA-Symbol Bmlr) ist ein selten vorkommendes Mineral aus der Mineralklasse der „Oxide und Hydroxide“ mit der chemischen Zusammensetzung Ca2Fe3+AlO5 und damit chemisch gesehen ein Calcium-Eisen-Aluminium-Oxid.
Brownmillerit kristallisiert im orthorhombischen Kristallsystem und entwickelt quadratische Täfelchen bis etwa 60 μm Größe. Das Mineral ist im Allgemeinen rötlichbraun durchscheinend und zeigt auf den Kristall-Oberflächen einen schwachen Glasglanz. Auf der Strichtafel hinterlässt Brownmillerit einen blassbraunen Strich.

## Etymologie und Geschichte
Erstmals entdeckt wurde Brownmillerit zusammen mit Mayenit (2010 umbenannt in Chlormayenit) in Mineralproben aus dem Steinbruch Caspar am Ettringer Bellerberg in der Eifel nahe Mayen in Rheinland-Pfalz. Die Erstanalyse und -beschreibung der natürlichen Mineralbildung erfolgte durch Gerhard Hentschel (* 1930). Nach Anerkennung durch die International Mineralogical Association (interne Eingangsnummer der IMA: 1963-017) veröffentlichte er seine Erstbeschreibung 1964 im Fachmagazin Neues Jahrbuch für Mineralogie, Monatshefte.
Als synthetische Verbindung war Brownmillerit schon seit Jahrzehnten als Bestandteil von Portlandzement-Klinkern bekannt und wurde 1932 von E. Spohn zu Ehren von Dr. Lorrin Thomas Brownmiller benannt. Dieser war Chefchemiker der Alpha Portland Cement Company in Easton (Pennsylvania) und gehörte zu den ersten, die diese künstliche Verbindung herstellten und beschrieben. Die seit 2021 ebenfalls von der IMA/CNMNC anerkannte Kurzbezeichnung (auch Mineral-Symbol) von Brownmillerit lautet „Bmlr“.
Das Typmaterial des Minerals wird im GeoMuseum der Universität zu Köln (MMUKö) unter der Inventarnummer M5026/86 (HT) und im National Museum of Natural History (NMNH) in Washington, D.C. unter der Inventarnummer 120045 (T) aufbewahrt.

## Klassifikation
Bereits in der veralteten 8. Auflage der Mineralsystematik nach Strunz gehörte der Brownmillerit zur Mineralklasse der „Oxide und Hydroxide“ und dort zur Abteilung „Verbindungen mit M2O und MO“, wo er gemeinsam mit Chlormayenit in der „Brownmillerit-Mayenit-Gruppe“ mit der Systemnummer IV/A.08 steht.
In der zuletzt 2018 überarbeiteten Lapis-Systematik nach Stefan Weiß, die formal auf der alten Systematik von Karl Hugo Strunz in der 8. Auflage basiert, erhielt das Mineral die System- und Mineralnummer IV/A.07-010. Dies entspricht ebenfalls der Abteilung „Oxide mit dem Stoffmengenverhältnis Metall : Sauerstoff = 1 : 1 und 2 : 1 (M2O, MO)“, wo Brownmillerit zusammen mit Bitikleit, Chlorkyuygenit, Chlormayenit, Dzhuluit, Elbrusit, Fluorkyuygenit, Fluormayenit, Shulamitit, Srebrodolskit, Tululit und Usturit eine unbenannte Gruppe mit der Systemnummer IV/A.07 bildet.
Auch die von der IMA zuletzt 2009 aktualisierte 9. Auflage der Strunz’schen Mineralsystematik ordnet den Brownmillerit in die Abteilung „Metall : Sauerstoff = 2 : 1 und 1 : 1“ ein. Diese ist allerdings weiter unterteilt nach dem genauen Stoffmengenverhältnis und der relativen Größe der beteiligten Kationen. Das Mineral ist hier entsprechend seiner Zusammensetzung in der Unterabteilung „Kation : Anion (M : O) = 1 : 1 (und bis 1 : 1,25); mit großen Kationen (± kleineren)“ zu finden, wo es zusammen mit Srebrodolskit die „Brownmilleritgruppe“ mit der Systemnummer 4.AC.10 bildet.
In der vorwiegend im englischen Sprachraum gebräuchlichen Systematik der Minerale nach Dana hat Brownmillerit die System- und Mineralnummer 07.11.02.1. Das entspricht ebenfalls der Klasse der „Oxide und Hydroxide“ und dort der Abteilung „Mehrfache Oxide“. Hier findet er sich innerhalb der Unterabteilung „Mehrfache Oxide als Titanoxide mit [4] und [6]-Ersetzungen“ in einer unbenannten Gruppe mit der Systemnummer 07.11.02, in der auch Srebrodolskit eingeordnet ist.

## Chemismus
In der idealen, stoffreinen Zusammensetzung von Brownmillerit (Ca2FeAlO5) besteht das Mineral im Verhältnis aus je einem Teil Eisen (Fe) und Aluminium (Al) sowie zwei Teilen Calcium (Ca) und fünf Teilen Sauerstoff (O). Dies entspricht einem Massenanteil (Gewichtsprozent) von 22,984 Gew.-% Fe, 11,104 Gew.-% Al, 32,989 Gew.-% Ca und 32,923 Gew.-% O.
Bei natürlichen Brownmilleriten können diese Werte je nach Bildungsbedingungen (Druck, Temperatur, Stofftransport) geringfügig abweichen. Zudem können auch formelfremde Beimengungen enthalten sein. So wurden bei den untersuchten Mineralproben aus der Hatrurim-Formation im Regionalverband Tamar in Israel unter anderem geringe Beimengungen von 1,5 Gew.-% Titandioxid (TiO2), 0,1 Gew.-% Chrom(III)-oxid (Cr2O3) gefunden.

## Kristallstruktur
Brownmillerit kristallisiert in der orthorhombischen Raumgruppe Ibm2 (Raumgruppen-Nr. 46, Stellung 2) mit den Gitterparametern a = 5,584 Å; b = 14,60 Å und c = 5,374 Å sowie 4 Formeleinheiten pro Elementarzelle.

## Bildung und Fundorte
Brownmillerit bildet sich in thermisch metamorphisierten Kalksteinen innerhalb vulkanischer Gesteine. Als Begleitminerale können unter anderem Afwillit, Calcit, Chlormayenit (ehemals Mayenit), Diopsid, Ettringit, Gehlenit, Grossular, Jasmundit, Jennit, Kalsilit, Korund, Larnit, Minerale der Melilithgruppe, Portlandit, Pyrrhotin, Spinell, Spurrit und Wollastonit.
Als seltene Mineralbildung konnte Brownmillerit nur an wenigen Orten nachgewiesen werden, wobei weltweit bisher rund 30 Vorkommen dokumentiert sind (Stand 2025). In Deutschland trat das Mineral außer an seiner Typlokalität im Steinbruch Caspar am Ettringer Bellerberg und in der Umgebung von Mayen (Mayener Feld, Seekante) noch am Emmelberg bei Üdersdorf in Rheinland-Pfalz und in der Zinkhütte Genna bei Letmathe in Nordrhein-Westfalen auf.
Der bisher einzige bekannte Fundort in Österreich ist ein Basalt-Steinbruch bei Klöch in der Südoststeiermark.
Weiter Fundorte liegen unter anderem in Yizhou (Xinjiang) in der Volksrepublik China, Beʾer Scheva und der Hatrurim-Formation in Israel, Amman und Irbid in Jordanien, im Westjordanland, im Kreis Brașov in Rumänien, in der russischen Oblast Murmansk (Halbinsel Kola), auf Teneriffa in Spanien, der ukrainischen Oblast Donezk und im Brno-venkov (Südmähren) in Tschechien.